# Golf von Aden
Der Golf von Aden ist der trichterförmige Meeresgolf zwischen dem Horn von Afrika und der Arabischen Halbinsel und damit zwischen Afrika und Asien. An ihn grenzen die Staaten Jemen, Dschibuti und der Norden Somalias (bzw. das faktisch unabhängige Somaliland und die autonome Region Puntland).
Neben der namensstiftenden Hafenstadt Aden im Jemen sind Dschibuti-Stadt, Berbera und Boosaaso weitere bedeutende Häfen am Golf.

## Geographie
Der Golf stellt die nach Osten abknickende und sich zum Indischen Ozean öffnende Fortsetzung des Roten Meeres dar, mit dem er über die rund 27 km breite Meerenge Bab al-Mandab verbunden ist. Außerdem ist er die nordöstliche Fortführung des Großen Afrikanischen Grabenbruchs. Als Besonderheit fließt ein Bruchteil seines Wassers und damit des Weltmeeres in Richtung Westen über unterirdische Abflüsse dem in Dschibuti liegenden Assalsee zu.
Vor der somalischen Küste bei Zeila liegen die Zeila-Inseln. Leicht östlich des Ostausgangs des Golf von Aden befindet sich die zu Jemen gehörende Inselgruppe Sokotra.
Der Golf von Aden wird von hohen Gebirgen bzw. Bergen eingerahmt. Unweit seiner Südküste befindet sich in Somalia im östlichen Somali-Hochland der Shimbiris (2.416 m hoch), nördlich des Golfs ist dies im Jemen der Jabal Thamar (2514 m ü. NN).
Tektonisch gesehen liegt der Golf zwischen der Afrikanischen und der Arabischen Platte. Damit trennt er nicht nur die zwei zuvor genannten Kontinente, sondern auch zwei Halbinseln – die Somali-Halbinsel und die Arabische Halbinsel.
In der Antike nannte man ihn Sinus Aualites.

## Ausdehnung
Der Golf von Aden ist bis zu 1.000 km lang und 150 bis 440 km breit. Seine östliche Abgrenzung ist die Luftlinie zwischen dem Kap Guardafui in Somalia und dem Kap Fartak im Jemen. Im Westen ist er bis zu 874 m und in der Mitte 3.478 m tief. Im Osten geht er in den offenen Indischen Ozean über, wo das Meer bereits auf 5.029 m Meerestiefe abfällt.

## Schifffahrt und Piraterie
Alle Schifffahrtsrouten von Europa zum Indischen Ozean führen durch den Golf von Aden. Für die Schifffahrt hat der Golf eine ähnliche Bedeutung wie der Sueskanal.
Die Anrainerstaaten Jemen und Somalia sind sehr arme, politisch instabile Länder und gelten als ‚gescheiterte Staaten‘. Entsprechend gefährlich ist die gesamte Region. Das Auswärtige Amt spricht deswegen für alle diese Länder eine Reisewarnung aus.
Der Golf von Aden gehört zusammen mit dem Bab al-Mandab zu den Gebieten, die weltweit am stärksten von Piraterie betroffen sind (siehe auch: Piraterie vor der Küste Somalias). Die Deutsche Marine und ihre Verbündeten engagieren sich in den Aktionen Enduring Freedom und Atalanta, die mit Fregatten vor Ort gegen Terrorismus, Waffenschmuggel und Piraterie kämpfen soll. Im März 2015 begann eine Koalition aus zehn Staaten, darunter Saudi-Arabien, eine Offensive im Jemen (siehe Sturm der Entschlossenheit), um zu verhindern, dass schiitische Huthi-Rebellen den Jemen vollständig erobern.